# Уескська діоцезія
Уе́скська діоцезія (лат. Dioecesis Oscensis; ісп. Diócesis de Huesca) — діоцезія римського обряду Католицької церкви в Іспанії, з центром у місті Уеска.  Входить до складу Сарагоської церковної провінції. Суфраганна діоцезія Сарагоської архідіоцезії. Заснована 533 року. Голова — єпископ Уескський. Центральний храм — Уескський собор.  Площа — 4,728 км². Населення — 79,600 ос.; з них католики — 78,600 ос. (98.7%). Чинний голова — Хуліан Руїс Марторел, єпископ Уескський.

## Єпископи
- 4 грудня 1918 — 14 грудня 1922: Закаріас Мартінес-Нуньєс
- Хуліан Руїс Марторел

## Статистика
Згідно з «Annuario Pontificio» і Catholic-Hierarchy.org:
| Рік  | Населення | Населення | Населення | Священики | Священики | Священики | Священики           | Диякони | Ченці    | Ченці | Парафії |
| Рік  | католики  | загалом   | %         | загалом   | секулярні | ченці     | вірних на священика | Диякони | чоловіки | жінки | Парафії |
| ---- | --------- | --------- | --------- | --------- | --------- | --------- | ------------------- | ------- | -------- | ----- | ------- |
| 1950 | 110.000   | 110.000   | 100,0     | 182       | 130       | 52        | 604                 |         | 172      | 612   | 196     |
| 1970 | 84.123    | 84.167    | 99,9      | 181       | 159       | 22        | 464                 |         | 53       | 484   | 189     |
| 1980 | 76.500    | 77.000    | 99,4      | 133       | 113       | 20        | 575                 |         | 43       | 339   | 197     |
| 1990 | 82.500    | 83.500    | 98,8      | 119       | 99        | 20        | 693                 |         | 39       | 260   | 210     |
| 1999 | 78.500    | 79.500    | 98,7      | 107       | 90        | 17        | 733                 |         | 32       | 193   | 210     |
| 2000 | 78.500    | 79.500    | 98,7      | 106       | 89        | 17        | 740                 |         | 32       | 190   | 200     |
| 2001 | 76.000    | 77.000    | 98,7      | 108       | 89        | 19        | 703                 |         | 30       | 184   | 200     |
| 2002 | 78.000    | 79.000    | 98,7      | 101       | 86        | 15        | 772                 |         | 30       | 190   | 200     |
| 2003 | 78.000    | 79.000    | 98,7      | 102       | 84        | 18        | 764                 |         | 36       | 190   | 200     |
| 2004 | 78.000    | 79.000    | 98,7      | 100       | 82        | 18        | 780                 |         | 34       | 180   | 200     |
| 2006 | 78.600    | 79.600    | 98,7      | 97        | 79        | 18        | 810                 |         | 34       | 178   | 210     |
| 2013 | 85.000    | 85.549    | 99,4      | 90        | 73        | 17        | 944                 |         | 23       | 220   | 211     |
| 2016 | 83.100    | 84.183    | 98,7      | 87        | 69        | 18        | 955                 |         | 25       | 176   | 211     |